# Confrontos entre Corinthians e Ponte Preta no futebol
Corinthians vs. Ponte Preta é um confronto entre duas equipes do estado de São Paulo, disputado por Corinthians, de São Paulo, e Ponte Preta, do município de Campinas. É um dos confrontos mais antigos do estado, sendo a Ponte Preta o mais antigo rival do Corinthians em atividade.
Já em 23 de agosto de 1970, com 17.348 torcedores pagando pelos ingressos no Moisés Lucarelli, a arbitragem anulou um gol de Araújo da Ponte Preta, aos 37 minutos do Segundo Tempo, causando muitos protestos por parte dos torcedores do clube de Campinas, que terminaria como vice-campeão do Campeonato Paulista de 1970, atrás do São Paulo.
Entre as mais famosas partidas encontra-se a final do Paulistão de 1977, o título foi para o Corinthians que saiu da sua maior fila, sendo que a partida anterior entre eles é o recorde de público em partidas de futebol no Estado de São Paulo.
No Campeonato Paulista de 1979 os dois clubes fizeram nova final com vitória corintiana e no Campeonato Paulista de 2017 a Ponte Preta participou novamente da história peculiar contra o clube paulistano, pois esteve como adversária na primeira final realizada na Arena Corinthians.
No estádio Moisés Lucarelli foram 62 jogos, foram 25 vitórias do Corinthians, 18 empates e 19 vitórias da Ponte Preta.

## Campeonato Brasileiro
Pelo Campeonato Brasileiro Série A até hoje foram 30 jogos, com 14 vitórias do Corinthians, 9 da Ponte Preta e 7 empates, com 51 gols a favor do Timão e 38 a favor da Macaca.

## Jogos decisivos
Em decisões
- Em 1977, o Corinthians conquistou o Campeonato Paulista sobre a Ponte Preta, após vitória por 1 a 0, derrota por 2 a 1 e outra vitória por 1 a 0.
- Em 1979, o Corinthians conquistou o Campeonato Paulista sobre a Ponte Preta, após vitória por 1 a 0, empate em 0 a 0 e vitória por 2 a 0
- Em 2017, o Corinthians conquistou o Campeonato Paulista sobre a Ponte Preta, após vitória por 3 a 0 e empate por 1 a 1.

Em mata-matas
- Em 1980, a Ponte Preta eliminou o Corinthians, na semifinal do 2° turno do Campeonato Paulista, após empate em 1 a 1 e vitória por 3 a 0.
- Em 2001, o Corinthians eliminou a Ponte Preta, na semifinal da Copa do Brasil, após vitórias por 2 a 0 e 3 a 0.
- Em 2012, a Ponte Preta eliminou o Corinthians, nas quartas de final do Campeonato Paulista, após vitória por 3 a 2.
- Em 2013, o Corinthians eliminou a Ponte Preta, nas quartas de final do Campeonato Paulista, após vitória por 4 a 0.
- Em 2015, o Corinthians eliminou a Ponte Preta, nas quartas de final do Campeonato Paulista, após vitória por 1 a 0.

## Maiores públicos
1. 9 de outubro de 1977  146.082  Corinthians 1-2 Ponte Preta C.Paulista Morumbi [138.032p]
2. 3 de fevereiro de 1980  101.076  Corinthians 1-0 Ponte Preta C.Paulista Morumbi [96.441p]
3. 6 de fevereiro de 1980   99.419  Corinthians 0-0 Ponte Preta C.Paulista Morumbi [90.578p]
4. 13 de outubro de 1977   93.573  Corinthians 1-0 Ponte Preta C.Paulista Morumbi [86.677p]
5. 10 de fevereiro de 1980   85.415  Corinthians 2-0 Ponte Preta C.Paulista Morumbi [77.219p]

Na Arena Corinthians
1. 7 de maio de 2017  46.462  Corinthians 1-1 Ponte Preta C.Paulista [46.017p][5]

No Estádio Moisés Lucarelli
1. 17 de setembro de 1978 33.034 Ponte Preta 2-0 Corinthians C.Paulista [30.394p][6]

## Confrontos

### Anos 2010
| Data                   | Torneio     | Estádio           | Casa        | Visitante   | Placar | Gols (casa)                                          | Gols (visitante)                                                         |
| ---------------------- | ----------- | ----------------- | ----------- | ----------- | ------ | ---------------------------------------------------- | ------------------------------------------------------------------------ |
| 3 de fevereiro de 2010 | Paulistão   | Moisés Lucarelli  | Ponte Preta | Corinthians | 2-1    | Fabiano Gadelha 71', Finazzi 75'                     | Jucilei 62'                                                              |
| 9 de março de 2011     | Paulistão   | Pacaembu          | Corinthians | Ponte Preta | 0-1    |                                                      | Éverton Santos 57'                                                       |
| 15 de abril de 2012    | Paulistão   | Moisés Lucarelli  | Ponte Preta | Corinthians | 1-2    | Renato Cajá 89'                                      | Chicão 46', Weldinho 50'                                                 |
| 22 de abril de 2012    | Paulistão   | Pacaembu          | Corinthians | Ponte Preta | 2-3    | Willian 74', Alex 90'                                | Willian Magrão 12', Roger 33', Rodrigo Pimpão 89'                        |
| 17 de junho de 2012    | Brasileirão | Moisés Lucarelli  | Ponte Preta | Corinthians | 1-0    | André Luis 41'                                       |                                                                          |
| 12 de setembro de 2012 | Brasileirão | Pacaembu          | Corinthians | Ponte Preta | 1-1    | Emerson Sheik 89'                                    | Tiago Alves 52'                                                          |
| 23 de janeiro de 2013  | Paulistão   | Pacaembu          | Corinthians | Ponte Preta | 0-1    |                                                      | William 88'                                                              |
| 28 de abril de 2013    | Paulistão   | Moisés Lucarelli  | Ponte Preta | Corinthians | 0-4    |                                                      | Romarinho 32', Emerson Sheik 38', Paolo Guerrero 55', Alexandre Pato 89' |
| 1 de junho de 2013     | Brasileirão | Pacaembu          | Corinthians | Ponte Preta | 1-0    | Emerson Sheik 73'                                    |                                                                          |
| 18 de setembro de 2013 | Brasileirão | Moisés Lucarelli  | Ponte Preta | Corinthians | 2-0    | Fellipe Bastos 87', Adaílton 90+3'                   |                                                                          |
| 2 de fevereiro de 2014 | Paulistão   | Moisés Lucarelli  | Ponte Preta | Corinthians | 2-1    | Alemão 3', Ferrugem 48'                              | Uendel 32'                                                               |
| 11 de abril de 2015    | Paulistão   | Neo Química Arena | Corinthians | Ponte Preta | 1-0    | Renato Augusto 55'                                   |                                                                          |
| 2 de julho de 2015     | Brasileirão | Neo Química Arena | Corinthians | Ponte Preta | 2-0    | Jádson 40', Vágner Love 90+5'                        |                                                                          |
| 4 de outubro de 2015   | Brasileirão | Moisés Lucarelli  | Ponte Preta | Corinthians | 2-2    | Élton 60', Felipe Azevedo 63'                        | Jádson 42', Rodriguinho 84'                                              |
| 30 de março de 2016    | Paulistão   | Neo Química Arena | Corinthians | Ponte Preta | 2-1    | Ángel Romero 26', Fabián Balbuena 82'                | Felipe Azevedo 30'                                                       |
| 26 de maio de 2016     | Brasileirão | Neo Química Arena | Corinthians | Ponte Preta | 3-0    | Kadu (contra) 14', Bruno Henrique 21', Guilherme 79' |                                                                          |
| 27 de agosto de 2016   | Brasileirão | Moisés Lucarelli  | Ponte Preta | Corinthians | 2-0    | Roger 35', Clayson 50'                               |                                                                          |
| 12 de março de 2017    | Paulistão   | Moisés Lucarelli  | Ponte Preta | Corinthians | 1-1    | Lucca 35'                                            | Léo Santos 77'                                                           |
| 30 de abril de 2017    | Paulistão   | Moisés Lucarelli  | Ponte Preta | Corinthians | 0-3    |                                                      | Rodriguinho 14', 80', Jádson 59'                                         |
| 7 de maio de 2017      | Paulistão   | Neo Química Arena | Corinthians | Ponte Preta | 1-1    | Ángel Romero 62'                                     | Marllon 86'                                                              |
| 8 de julho de 2017     | Brasileirão | Neo Química Arena | Corinthians | Ponte Preta | 2-0    | Jádson 45+1', Jô 46'                                 |                                                                          |
| 29 de outubro de 2017  | Brasileirão | Moisés Lucarelli  | Ponte Preta | Corinthians | 1-0    | Lucca                                                |                                                                          |
| 17 de janeiro de 2018  | Paulistão   | Pacaembu          | Corinthians | Ponte Preta | 0-1    |                                                      | Felipe Saraiva 68'                                                       |
| 26 de janeiro de 2019  | Paulistão   | Neo Química Arena | Corinthians | Ponte Preta | 1-0    | Gustavo 78'                                          |                                                                          |

### Anos 2020
| Data                    | Torneio   | Estádio           | Casa        | Visitante   | Placar | Gols (casa)                                                                             | Gols (visitante)  |
| ----------------------- | --------- | ----------------- | ----------- | ----------- | ------ | --------------------------------------------------------------------------------------- | ----------------- |
| 30 de janeiro de 2020   | Paulistão | Moisés Lucarelli  | Ponte Preta | Corinthians | 2-1    | Bruno Reis 40', Roger 41'                                                               | Mauro Boselli 52' |
| 7 de março de 2021      | Paulistão | Neo Química Arena | Corinthians | Ponte Preta | 2-1    | Mateus Vital 45+1', Jô 78'                                                              | João Veras 31'    |
| 12 de março de 2022     | Paulistão | Neo Química Arena | Corinthians | Ponte Preta | 5-0    | Renato Augusto 15', Paulinho 45', Gustavo Silva 45+3', Adson 61', Gustavo Mantuan 90+5' |                   |
| 25 de fevereiro de 2024 | Paulistão | Neo Química Arena | Corinthians | Ponte Preta | 0-1    |                                                                                         | Iago Dias 6'      |

Último confronto
| 25 de fevereiro | Corinthians | 0 – 1 | Ponte Preta  | Neo Química Arena, São Paulo                                |
| 20:00           |             |       | Iago Dias 6' | Público: 41,118 Árbitro: SP Matheus Delgado Candançan (CBF) |

| G                | 22               | Carlos Miguel    |                  |     |
| LD               | 23               | Fágner           |                  | 70' |
| Z                | 3                | Félix Torres     |                  |     |
| Z                | 13               | Gustavo Henrique | 55'              | 57' |
| LE               | 46               | Hugo             |                  | 78' |
| V                | 14               | Raniele          |                  |     |
| M                | 7                | Maycon           | 15'              |     |
| M                | 16               | Rodrigo Garro    |                  |     |
| A                | 9                | Yuri Alberto     |                  |     |
| A                | 11               | Ángel Romero     |                  | 57' |
| A                | 36               | Wesley           |                  | 70' |
| Substitutos:     |                  |                  |                  |     |
| G                | 32               | Matheus Donelli  |                  |     |
| LD               | 2                | Matheus França   |                  | 70' |
| Z                | 4                | Caetano          |                  |     |
| Z                | 34               | Raul Gustavo     |                  |     |
| V                | 5                | Fausto Vera      |                  |     |
| V                | 37               | Ryan             |                  |     |
| M                | 10               | Matías Rojas     |                  | 57' |
| M                | 26               | Guilherme Biro   |                  | 70' |
| M                | 30               | Matheus Araújo   |                  |     |
| A                | 15               | Pedro Henrique   |                  | 57' |
| A                | 17               | Giovane          |                  |     |
| A                | 19               | Gustavo Silva    |                  | 78' |
| Técnico:         |                  |                  |                  |     |
| António Oliveira | António Oliveira | António Oliveira | António Oliveira | 90' |

| G             | 1  | Pedro Rocha        |       |     |
| LD            | 2  | Igor Inocêncio     | 56'   |     |
| Z             | 3  | Castro             |       |     |
| Z             | 4  | Mateus Silva       |       | 78' |
| Z             | 44 | Nilson Júnior      |       |     |
| LE            | 33 | Gabriel Risso      |       |     |
| V             | 5  | Léo Naldi          | 90+6' |     |
| V             | 21 | Ramon Carvalho     |       | 88' |
| M             | 10 | Elvis              |       | 45' |
| A             | 9  | Jeferson Jeh       | 26'   |     |
| A             | 11 | Iago Dias          |       | 84' |
| Substitutos:  |    |                    |       |     |
| G             | 30 | Luan               |       |     |
| LD            | 14 | Luiz Felipe        | 53'   | 45' |
| LD            | 20 | João Gabriel       |       |     |
| Z             | 6  | Edson              |       | 78' |
| LE            | 25 | Guilherme Nicolodi |       |     |
| V             | 15 | Wesley Fraga       |       |     |
| M             | 8  | Emerson Santos     |       | 88' |
| M             | 17 | Gabriel Santiago   |       |     |
| M             | 18 | Dudu               |       |     |
| A             | 19 | Renato             |       | 84' |
| A             | 22 | Paul Villero       |       |     |
| Técnico:      |    |                    |       |     |
| João Brigatti |    |                    |       |     |

## Ligação externa
- Ponte Preta x Corinthians – 10 curiosidades.